# Klingerhof (Bessenbach)
Klingerhof ist ein Gemeindeteil der Gemeinde Bessenbach im unterfränkischen Landkreis Aschaffenburg in Bayern.

## Geographie
Die Einöde Klingerhof, vormals Hamelshorn, liegt auf 258 m ü. NHN am Gipfel des Hammelsberges (im örtlichen Dialekt auch als „Hommelshorn“ bezeichnet). Es ist ein Bauernhof nordwestlich von Straßbessenbach. Nach Haibach im Westen sind es zwei Kilometer und nach Winzenhohl im Norden etwa 600 m. Unweit des Klingerhofs befindet sich auf Hösbacher Gemeindegebiet in der Gemarkung Winzenhohl das gleichnamige Landhotel Klingerhof. Vorbei am Klingerhof führt der Fränkische Marienweg.

## Geschichte
Die Bayerische Uraufnahme zeigt den „Klinger Hof“ in den 1810er Jahren mit zwei Herdstellen und einer parkartigen Gartenanlage um einen Brunnen. Laut Meyers Orts- und Verkehrs-Lexikon gab es im Jahr 1913 dort neun Einwohner.